# Wolfgang Harms (Jurist)
Wolfgang Harms (* 5. April 1929 in Peine) ist ein deutscher Jurist und Hochschullehrer.

## Leben
Nach der Promotion mit der Dissertation Der Begriff der Unentgeltlichkeit im Schenkungsrecht 1957 in Göttingen zum Dr. iur. und der Habilitation in Mainz 1967 lehrte Wolfgang Harms an der Universität Mainz, der Universität Kiel (ab 1969 als Ordinarius) und als Professor für Bürgerliches Recht und Unternehmensrecht sowie Lehrstuhlinhaber und Direktor des Instituts für Berg- und Energierecht an der Universität Münster. An der FU Berlin lehrte er von 1975 bis 1991 in den Fächern Bürgerliches Recht und Wirtschaftsrecht mit dem Schwerpunkt Kartellrecht. Er gab die Reihe WuV-Examenskurse und Aschendorff’s Juristisches Handbuch heraus. Harms hat zwei Kinder: Gundel und Wolf-Rüdiger Harms.

## Schriften (Auswahl)
- Konzerne im Recht der Wettbewerbsbeschränkungen. 1968.
- Sachenrecht. 4., überarbeitete Auflage. Frankfurt am Main 1983, ISBN 3-7875-3333-8.
- Handelsrecht. 3., neubearbeitete Auflage. Frankfurt am Main 1983, ISBN 3-7875-3338-9.
- Zwischen Privatisierung, Wettbewerb und Kommunalisierung. Zur Umgestaltung des Energiesektors in den neuen Bundesländern. Köln 1992, ISBN 3-452-22399-X.
- Alt-Verpflichtungen aus dem volkseigenen Wohnungsbau. Köln 1992, ISBN 3-452-22565-8.